# Desa Sukamanah (administrativ by i Indonesien, Jawa Barat, lat -6,90, long 106,90)
Desa Sukamanah är en administrativ by i Indonesien.   Den ligger i provinsen Jawa Barat, i den västra delen av landet, 80 km söder om huvudstaden Jakarta.